# Ozônio
O ozônio (português brasileiro) ou ozono, ozone, ozónio (português europeu), conhecido como trioxigênio (português brasileiro) ou trioxigénio (português europeu) segundo a nomenclatura da IUPAC, é um alótropo triatômico (O3) do oxigênio muito menos estável que o diatômico O2. É uma molécula composta por três átomos de oxigênio. Forma-se quando as moléculas de oxigênio (O2) se rompem devido à radiação ultravioleta que vem do sol, e os átomos separados combinam-se individualmente com outras moléculas de oxigênio.

## Ozonosfera
A  camada de ozônio é encontrada na estratosfera, região da atmosfera. Esta camada tem a propriedade de absorver a radiação ultravioleta do Sol; por este motivo, sem a proteção do ozônio, as radiações causariam graves danos aos organismos vivos que habitam a superfície do planeta Terra.
É importante lembrar que não é o ozono em si o responsável pela proteção contra os raios ultravioleta, mas o ciclo ozônio-oxigênio. Neste ciclo, há grande absorção da radiação solar, transformada em energia térmica na estratosfera. Os CFCs, conhecidos pelo efeito prejudicial à camada de ozono, por meio do cloro gasoso, têm o papel de paralisar o ciclo.
A Austrália tem sido bastante castigada pelo aumento de penetração dos raios ultravioleta, causando incidência elevada de câncer de pele na população local.
Observação: embora os CFCs sejam gases do efeito estufa, sua ação neste fenômeno é pequena. Não deve-se confundir a questão do ozônio na atmosfera, relacionada à radiação ultravioleta com a questão do efeito estufa, relacionada com a radiação infravermelha.

## Características
Diferentemente do gás oxigênio, o ozônio é uma molécula angular, cujo ângulo da ligação é de aproximadamente 117°, com um comprimento de 127,8 pm e também de caráter levemente polar.
Praticamente todos os metais podem ser oxidados pelo ozônio, com exceção do ouro, platina, paládio, ródio, rutênio, irídio e ósmio. Na Química Orgânica, é muito conhecida a reação de ozonólise de alcenos, em que podem ser formados aldeídos ou cetonas, a depender do grau de substituição dos carbonos da insaturação.

## Usos
Segundo a Agência Nacional de Vigilância Sanitária, tem "ação desinfetante na água de consumo humano e é utilizado com esta finalidade, principalmente na Europa".

### Contraindicação
Durante a Pandemia de COVID-19 no Brasil, seu uso como desinfetante chegou a ser estudado, mas a Anvisa concluiu que o gás ozônio não tinha eficácia contra o coronavírus. A Agência também explicou que ele tinha "potencial para causar danos agudos e crônicos em humanos, caracterizados por lesões na pele, nas vias respiratórias e nos olhos, e por reações alérgicas".